# Mick Goodrick
Mick Goodrick, född 9 juni 1945 i Sharon i Mercer County, Pennsylvania, död 16 november 2022 i Boston, Massachusetts, var en amerikansk post bop jazz-gitarrist och lärare. Han är mest känd för sitt arbete med vibrafonisten Gary Burtons band, från 1973 till 1976. Samtidigt spelade han även tillsammans med gitarristen Pat Metheny. Metheny har nämnt Goodrick som en influens.
Goodrick började att studera gitarr när han var 11 år och blev inspirerad att spela jazz då han deltog i Stan Kentons sommarläger. Han tog sin examen 1967 vid Berklee College of Music, där han även undervisade i några år innan han anslöt till Gary Burtons band. Efter att han arbetat med Gary Burton började han undervisa på New England Conservatory och Berklee College of Music där han fortfarande arbetar. Hans mest anmärkningsvärda inspelningar har varit för Greg Hopkins, Gary Chaffee och Steve Swallow.
Goodrick har haft ett flertal kända studenter, inklusive Mike Stern, John Scofield och Bill Frisell. Hans första bok, The Advancing Guitarist, är en instruktionsmanual för gitarrister i alla olika stilar.